# Quo Vadis (barco pesquero)
Quo Vadis fue un barco pesquero argentino que naufragó en la costa del mar Argentino en el año 1945, en el que fallecieron 5 tripulantes.

## Características
El Quo Vadis fue un pequeño barco pesquero de madera de 10 toneladas y 13,35 m de eslora. Era un tipo de barco de los denominados comúnmente en argentina lanchas amarillas. Este color se emplea para señalizar que corresponden a la flota pesquera de pequeña escala o costera.

## Naufragio
Durante la denominada Fiebre del Tiburón, entre los años 1944 y 1947, se produjo un aumento brusco de la demanda estadounidense de vitaminas A y D presentes en el hígado de los cazones, ya que era requerido para agudizar la visión de los pilotos de los aviones durante la Segunda Guerra Mundial. Pero, dado que los principales caladeros en el hemisferio norte estaban en la zona en conflicto se sustituyó por los cazones del hemisferio austral. Esto provocó un aumento de la demanda local, que fue aprovechada por la flota pesquera argentina para obtener grandes ganancias en poco tiempo. Pero rápidamente estos caladeros se agotaban, por lo que la flota pesquera tuvo que ir desplazándose cada vez más al sur en busca de nuevos lugares de pesca.
Es en este contexto que el 29 de agosto de 1946 el barco pesquero Quo Vadis, luego de estar pescando en la zona marina cerca de Claromecó, mientras regresaba con sus bodegas llenas, fue sorprendido por una fuerte tormenta. Este temporal de lluvia y vientos del oeste y sudoeste, alcanzó velocidades de hasta 100 km por hora. Esta provocó que se tumbara y resultara destruido completamente a solo 600 m de la boca del Puerto Quequén. De la tripulación completa del barco pesquero, compuesta por 7 marineros, sólo dos lograron sobrevivir. Uno de ellas llegó casi desnudo a la playa de Quequén, y que se acercó a una casa de familia que lo socorrieron; al día siguiente encontraron a otro sobreviviente que había nadado durante nueve horas hasta alcanzar la costa. El resto de la tripulación falleció en el naufragio, todos ellos argentinos de entre 25 y 38 años. Sus cuerpos, así como restos del naufragio, quedaron diseminados a lo largo de más de 2.000 m de playa.
Durante la misma tormenta también naufragaron otros cuatro barcos pesqueros, como El Halcón, Pumará, Palma Grande, Happy Days. En total, durante la tormenta del 29 de agosto de 1946 murieron 31 pescadores, de los cuales muy pocos cuerpos se pudieron recuperar.